# بلاس پرس
بلاس پرس (انگلیسی: Blas Pérez؛ زادهٔ ۱۳ مارس ۱۹۸۱) بازیکن فوتبال اهل پاناما است.
از باشگاه‌هایی که در آن بازی کرده‌است می‌توان به اف‌سی دالاس، باشگاه فوتبال هرکولس، باشگاه فوتبال ناسیونال اروگوئه، باشگاه فوتبال الوصل امارات، باشگاه فوتبال پاچوکا، باشگاه فوتبال کلوب لئون، باشگاه ورزشی دیپورتیوو کالی، باشگاه فوتبال ونکوور وایتکپس اشاره کرد.
وی همچنین در تیم‌های ملی فوتبال پاناما بازی کرده‌است.